# Hunsrück
Munții Hunsrück fac parte din Masivul Șistos Renan din Rheinland-Pfalz și numai o mică porțiune în Saarland.

## Etimologie
Originea etimologică a numelui munților Hunsrück este neclară, denumirea de „hundesrucha“ este folosită deja în 1074 într-un document istoric care provine de la mănăstirea din Ravensburg, se presupune că numele ar provine de la „Hunderücken” (Spinare de câine).

## Geografie
Nucleul central al munților îl constituie Platoul Hunsrück și Simmerner Mulde, vârful cel mai înalt fiind Erbeskopf cu 818 m. La nord munții sunt mărginiți de Mosel, la est de Valea Rinului care-l desparte de masivul Taunus. In partea de sud limita munților se află la munții Binger Wald, Soonwald și Lützelsoon (Kleiner Soon), pe când în sud-vest limita este realizată de Idarwald, Hochwald și Wildenburger Kopf, iar la vest de Osburger Hochwald, Schwarzwälder Hochwald, ca și râurile Saar și Ruwer.
Munții Hunsrück prezintă multe caractere asemănătoare cu munții Eifel, Westerwald sau Taunus. In direcția est vest se află șoseaua situată la înălțime care leagă Koblenzul cu Saarburg, iar de la nord-vest spre sud-est se află un drum militar roman numit „Ausoniusstraße” din Mittelgebirge și care lega Trier cu Bingen.

## Galerie de imagini

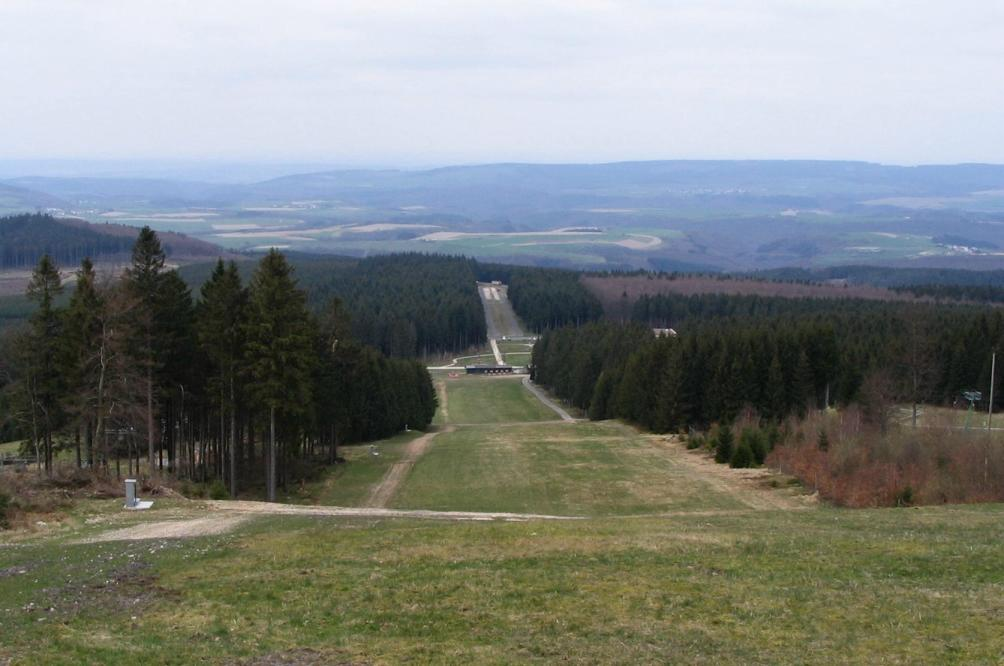
Vedere de pe Erbeskopf
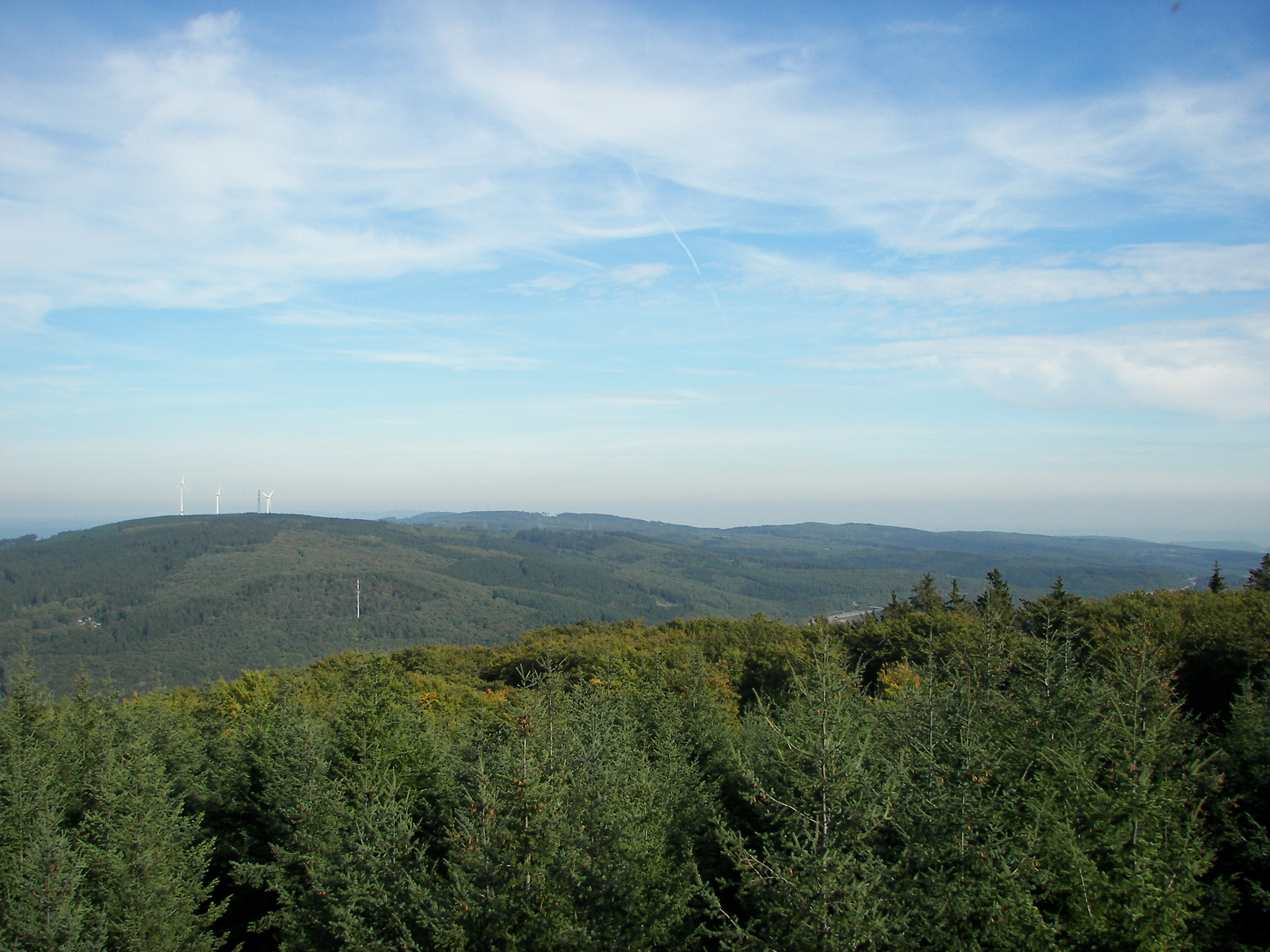
Binger Wald
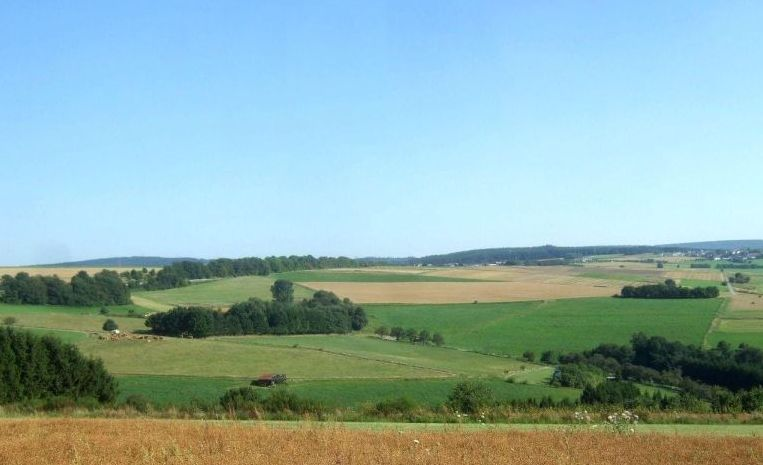
Osburger Hochwald
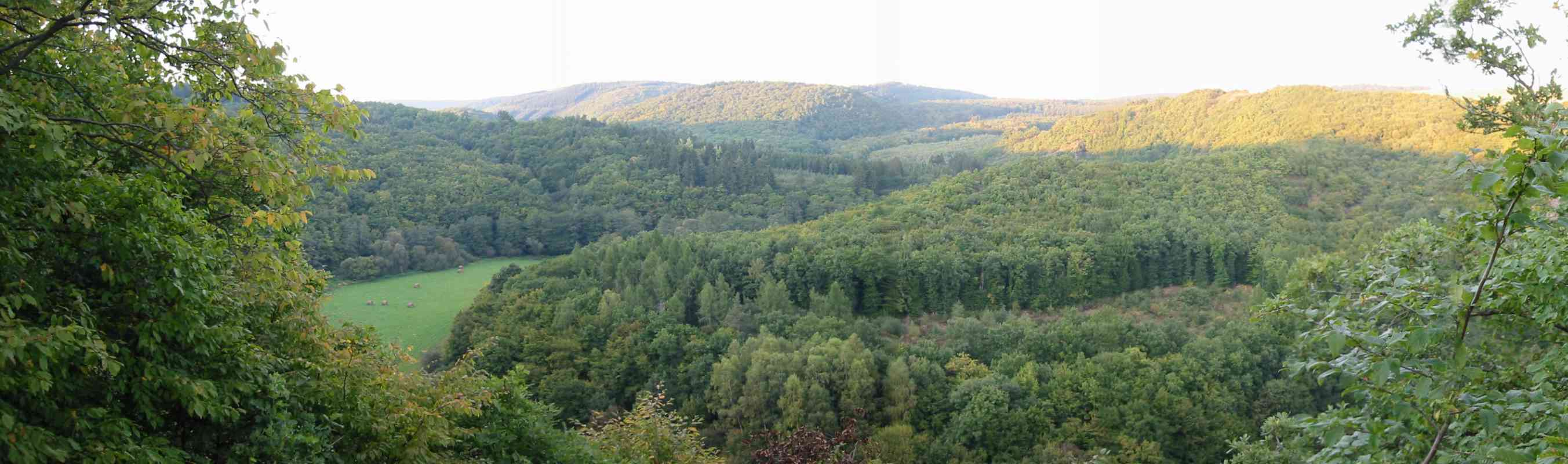
Hahnenbachtal intre Schneppenbach si Bundenbach
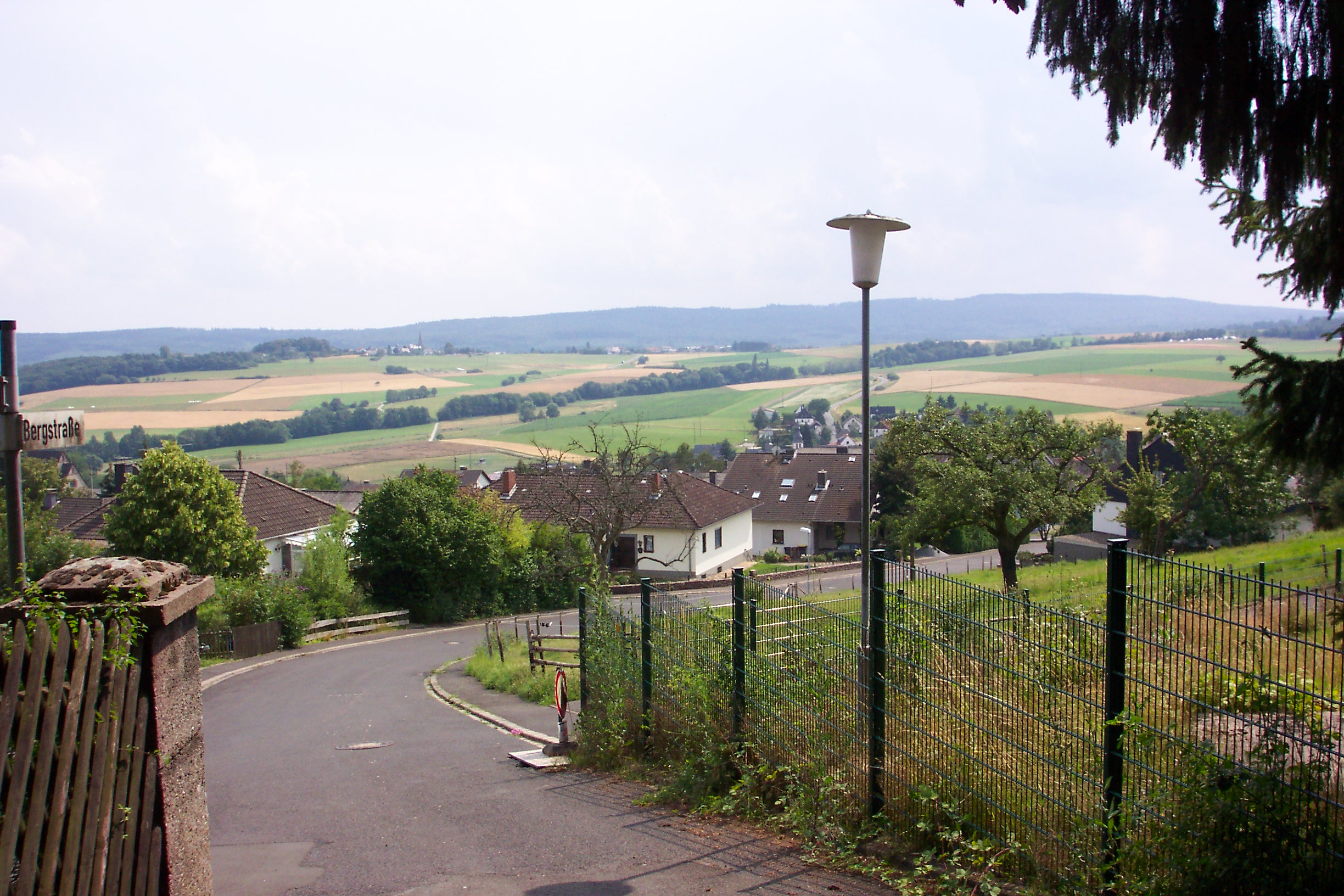
Peisaj tipic in Seibersbach
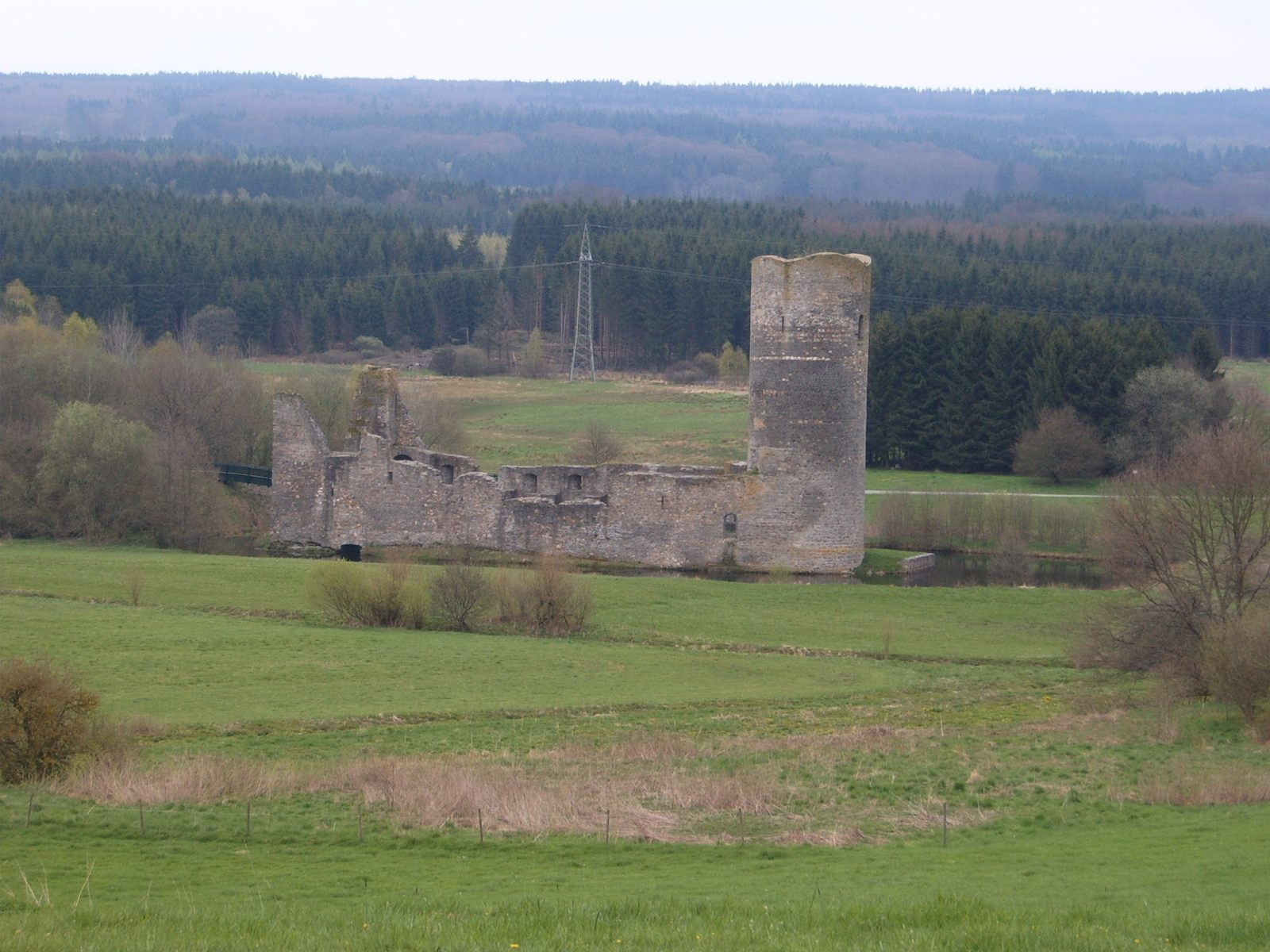
Cetatea Baldenau
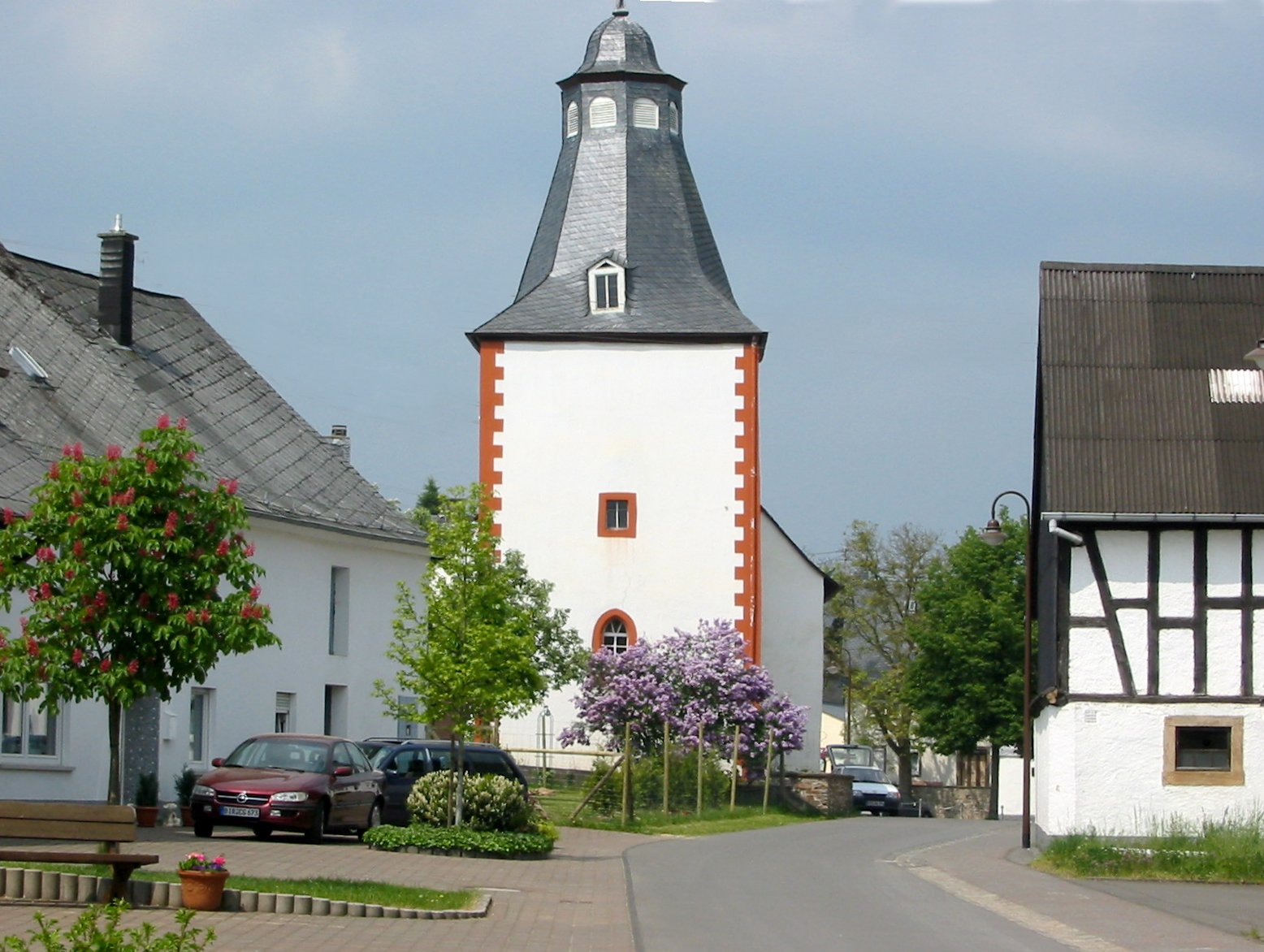
Sulzbach cu biserica
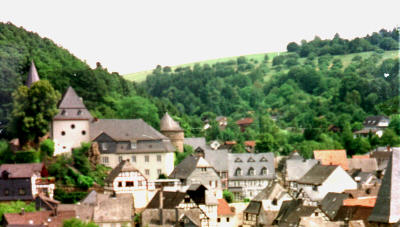
Vedere de pe Herrstein
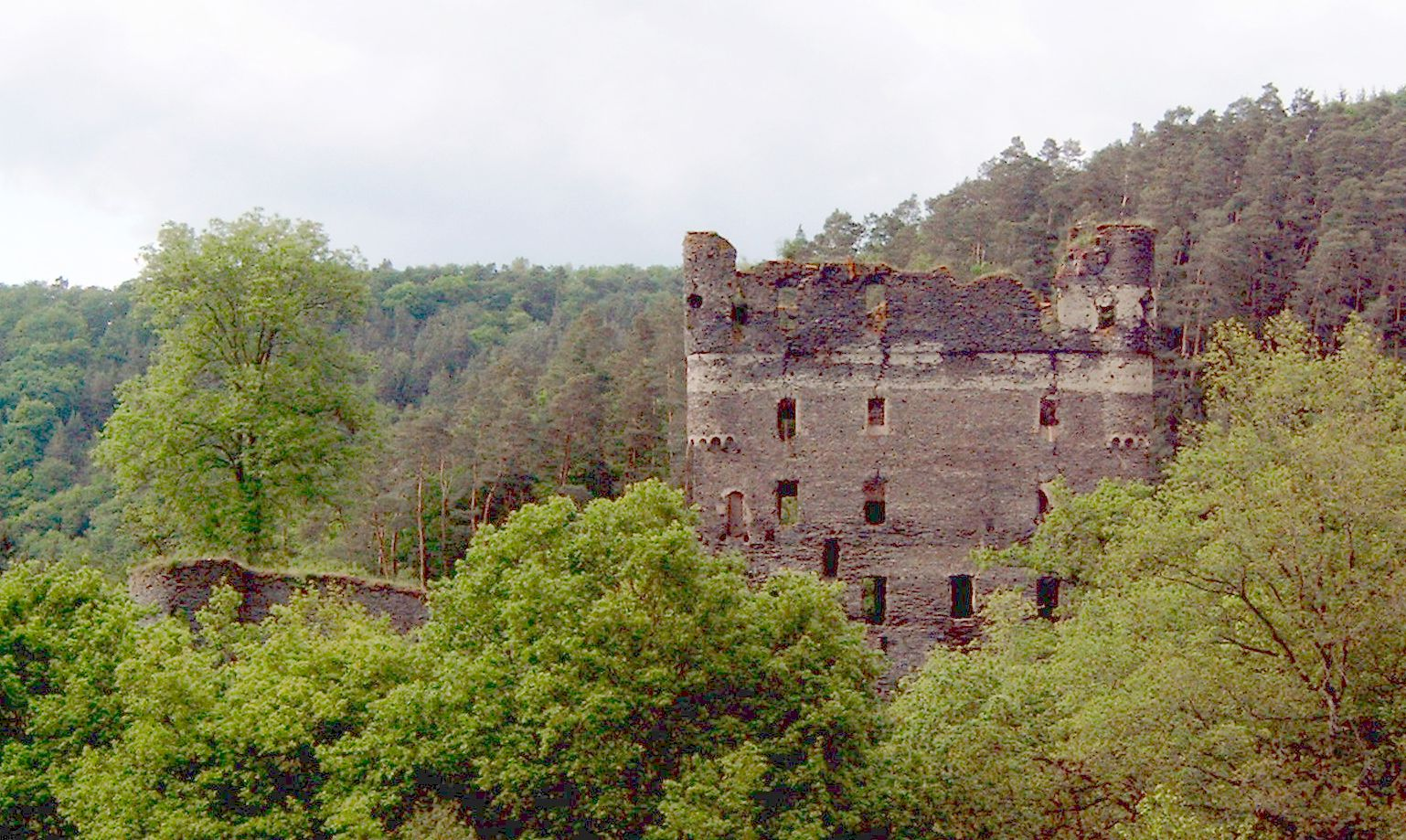
Cetatea Balduinseck intre Mastershausen si Buch
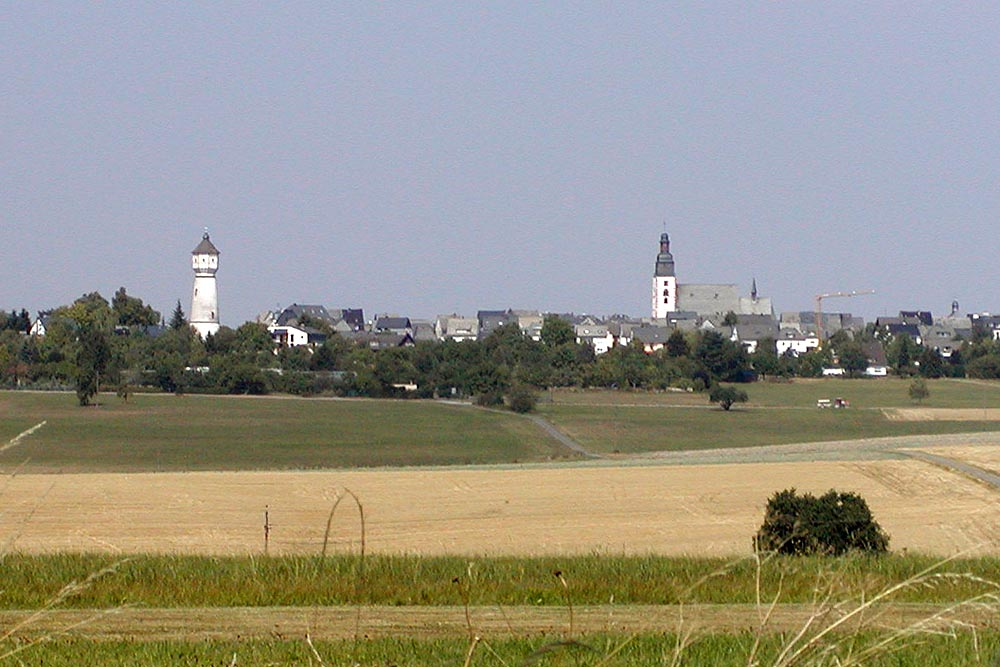
Kirchberg, cel mai vechi oraş in Hunsrück
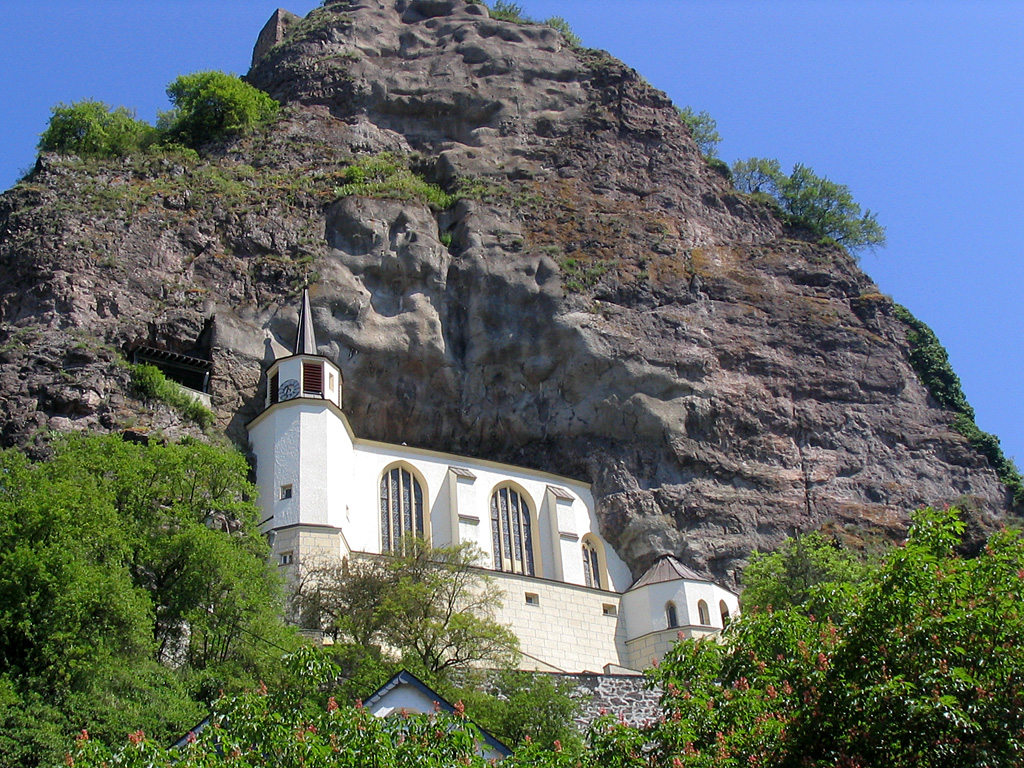
Biserica Felsen in Idar Oberstein
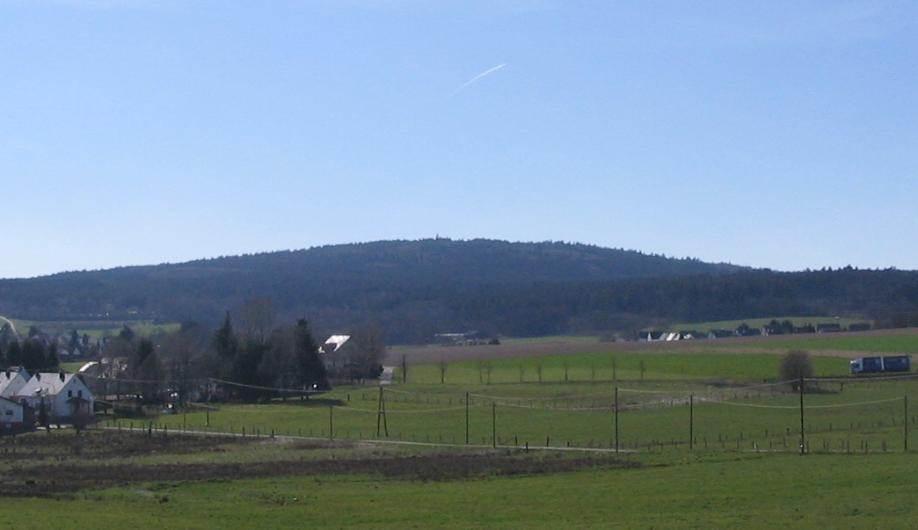
Rösterkopf la Reinsfeld